# Casa Joan Puigventós i Vivet II
La Casa Joan Puigventós i Vivet és un xalet modernista de Collserola, al municipi de Sant Cugat del Vallès (Vallès Occidental), que forma part de l'Inventari del Patrimoni Arquitectònic de Catalunya.

## Descripció
És un xalet de planta encreuada. Destaca sobretot perquè les façanes són arrebossades en vermell i pel pinacle allargat amb remat en forma de cúpula de ceba, que recorda el barroc alemany de Praga. També són notables els esgrafiats de façana i la decoració de terracota a les finestres. Els pilars del cancell d'entrada a la finca estan rematats per unes escultures de dracs alats.

## Història
Va ser projectat per l'arquitecte Josep Masdéu i Puigdemasa per Joan Puigventós i Vivet, i construït entre 1903 i 1904.